# FSV 프랑크푸르트
FSV 프랑크푸르트(FSV Frankfurt)는 1899년에 창단된 독일 헤센주 프랑크푸르트의 축구 클럽으로, 현재 독일 축구 리그 시스템의 4부 리그인 레기오날리가 쥐트베스트에서 활동하고 있다. FSV 프랑크푸르트는 축구 외에도 육상, 권투, 다트, 핸드볼, 아이스 하키, 테니스 팀도 운영하고 있으며 한때는 여자 축구팀도 운영하기도 했지만 여자 축구팀은 2006년에 재정난을 이유로 해체되었다.

## 성적
- 1 분데스리가
  - 준우승 1회 (1925)
- 독일 남부 리그
  - 우승 1회 (1933)
- DFB-포칼
  - 준우승 1회 (1938)
- 독일 아마추어 리그
  - 우승 1회 (1972)
- 레기오날리가 남부 리그
  - 우승 1회 (2008)

## 선수 명단

### 현역
참고: FIFA 자격 규정에 따라 소속된 국가대표팀 국기를 표시합니다. 선수는 복수의 FIFA 비회원국 국적을 가지고 있을 수 있습니다.
| 번호 | 포지션 | 국적 | 이름        |
| ---- | ------ | ---- | ----------- |
| 10   | FW     |      | 카스 피터스 |
| 12   | MF     |      | 박석민      |

| 번호 | 포지션 | 국적 | 이름          |
| ---- | ------ | ---- | ------------- |
| 32   | GK     |      | 니클라스 링케 |